# Cathédrale de la Transfiguration de Bolgrad
La Cathédrale de la Transfiguration de Bolhrad est un édifice religieux ouvert en 1838 qui est aussi le centre de l'éparchie d'Odessa-Izmaïl de l'Église orthodoxe ukrainienne du patriarcat de Moscou.

## Historique
Elle a été financée par la communauté bulgare locale.

## En images

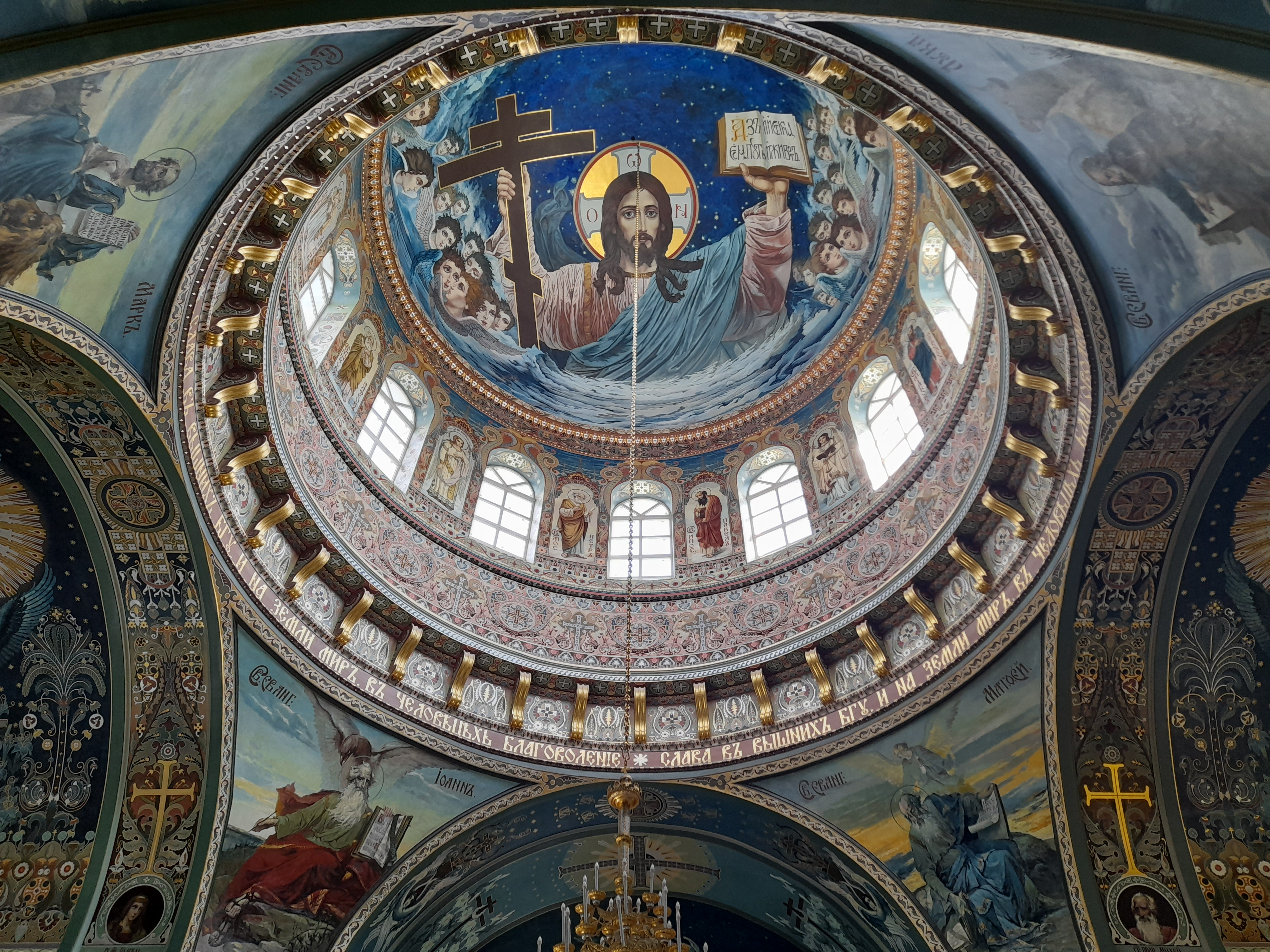
Son dôme,
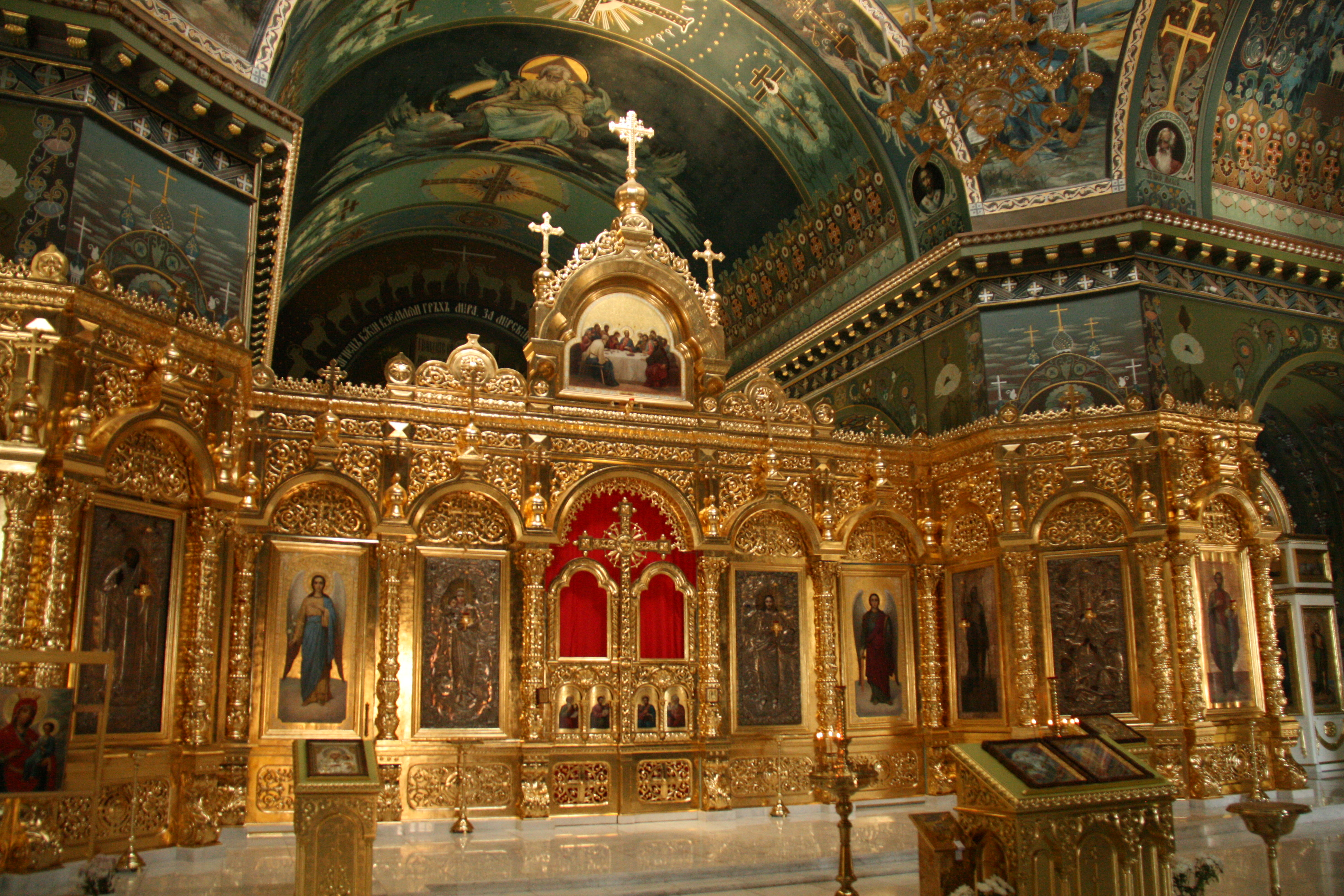
Iconostase de la cathédrale,
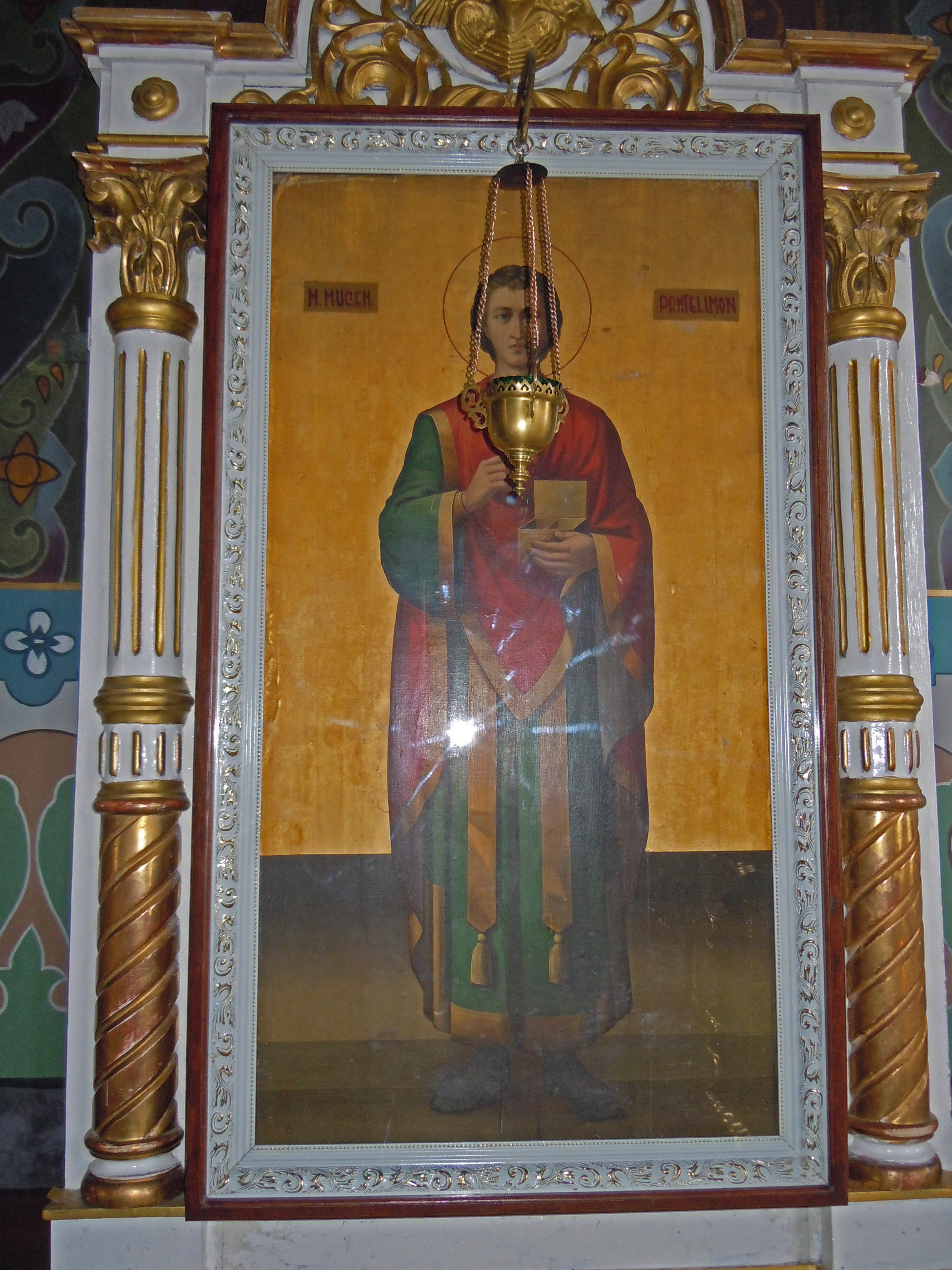
une icône,
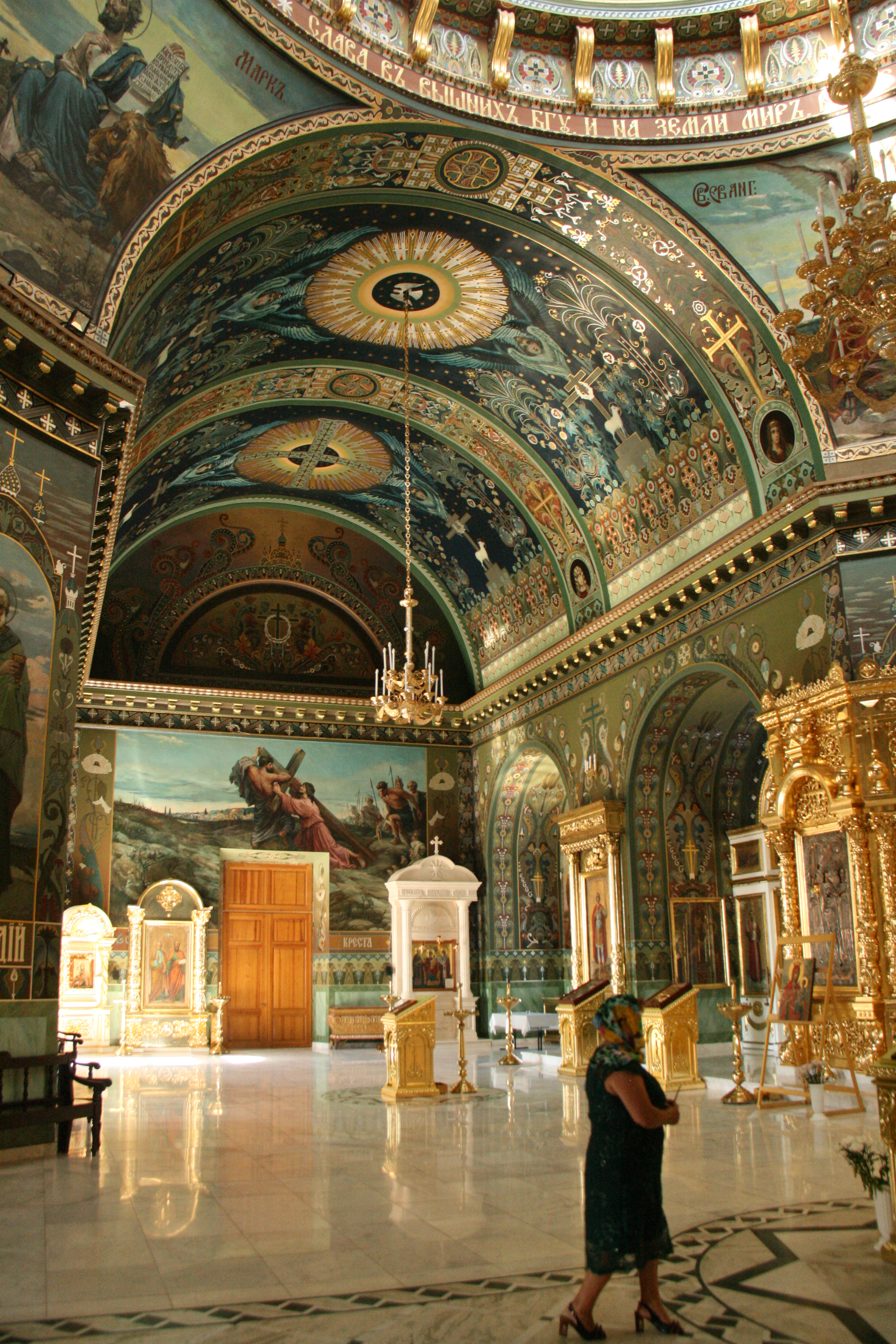
la nef.